# The Ultimate Fighter 28 Finale
The Ultimate Fighter 28 Finale（ジ・アルティメット・ファイター・トゥエンティエイト・フィナーレ、別名The Ultimate Fighter: Heavy Hitters Finale）は、アメリカ合衆国の総合格闘技団体「UFC」の大会の一つ。本大会はリアリティ番組「The Ultimate Fighter」シーズン28のフィナーレとして、2018年11月30日、ネバダ州ラスベガスのザ・パールで開催された。

## 大会概要
The Ultimate Fighter 28トーナメントの決勝戦が行われ、ヘビー級はフアン・エスピーノ・ディエッパ、女子フェザー級はメイシー・チアソンが優勝を果たした。

## 試合結果

### アーリープレリム
第1試合 バンタム級 5分3R
○  ラオーニ・バルセロス vs.  クリス・グティエレス ×
2R 4:21 リアネイキドチョーク
第2試合 ウェルター級 5分3R
○  ティム・ミーンズ vs.  リッキー・レイニー ×
1R 1:18 TKO（パウンド）
第3試合 ライト級 5分3R
○  ルーズベルト・ロバーツ vs.  ダレル・ホーチャー ×
1R 4:50 ギロチンチョーク

### プレリミナリーカード
第4試合 女子フェザー級 5分3R
○  リア・レットソン vs.  ユリア・ストリアレンコ ×
3R終了 判定2-1（29-28、28-29、29-28）
第5試合 ヘビー級 5分3R
○  モーリス・グリーン vs.  マイケル・バティスタ ×
1R 2:14 三角絞め
第6試合 フライ級 5分3R
○  ジョセフ・ベナビデス vs.  アレックス・ペレス ×
1R 4:19 TKO（パウンド）
第7試合 67.4kg契約 5分3R
○  ケビン・アギラー vs.  リック・グレン ×
3R終了 判定3-0（30-27、30-27、30-27）
※グレンの体重超過によりフェザー級から変更

### メインカード
第8試合 59.2kg契約 5分3R
○  アントニーナ・シェフチェンコ  vs.  キム・ジヨン ×
3R終了 判定3-0（30-27、30-27、30-27）
※ジヨンの体重超過によりフライ級から変更
第9試合 ミドル級 5分3R
○  エドメン・シャバージアン vs.  ダレン・スチュワート ×
3R終了 判定2-1（28-29、29-28、29-28）
第10試合 バンタム級 5分3R
○  ペドロ・ムニョス vs.  ブライアン・キャラウェイ ×
1R 2:39 TKO（ボディへの前蹴り→パウンド）
第11試合 TUF 28女子フェザー級トーナメント 決勝 5分3R
○  メイシー・チアソン vs.  パニー・キアンザド ×
2R 2:11 リアネイキドチョーク
第12試合 TUF 28ヘビー級トーナメント 決勝 5分3R
○  フアン・エスピーノ・ディエッパ vs.  ジャスティン・フレイジャー ×
1R 3:36 ストレートアームロック
第13試合 ウェルター級 5分5R
○  カマル・ウスマン vs.  ハファエル・ドス・アンジョス ×
5R終了 判定3-0（50-43、49-45、48-47）

### 各賞
ファイト・オブ・ザ・ナイト： 該当なし
パフォーマンス・オブ・ザ・ナイト： カマル・ウスマン、フアン・エスピーノ・ディエッパ、ジョセフ・ベナビデス、ルーズベルト・ロバーツ
各選手にはボーナスとして5万ドルが授与された。

### カード変更
負傷などによるカードの変更は以下の通り。